# 米尔德瑙
米尔德瑙（德語：Mildenau）是德国萨克森州的市镇，隶属于厄尔士山县。总面积为31.67平方千米，截至2023年12月31日总人口为3,402人。